# FOAK
FOAK és un acrònim en anglès de «first of a kind » que significa primer d'una nova classe. És una paraula de l'argot de màrqueting i d'economia per designar la primera generació de productes o serveis que utilitzen una nova tecnologia o disseny. És una variació al concepte de prototip, sèrie experimental que precedeixen la producció normal. Aquests generalment tenen un cost significativament superior, com que pel fenomen de la corba d'aprenentatge el cost de producció dels subseqüents generacions baixa. Per designar la tecnologia madura, de vegades s'utilitza l'argot NOAK, acrònim de «nth of a kind» (enèsima d'una classe). La transició de FOAK a NOAK inevitablement passa per una corba d'aprenentatge tecnològic.
IBM va crear el programa FOAK per a fomentar la transició d'un model d'innovació tancada a innovació oberta en formalitzar una col·laboració estreta entre d'un costat el departament de recerca i desenvolupament i el servei comercial i d'un altre costat un client major. Aquest tres partits havien de col·laborar per resoldre un problema comercialment important i conceptualment interessant. A més la plantilla havia de treballar durant un temps a la mateixa seu del client per observar el problema i les possibles solucions in vivo. Aquesta nova manera d'organitzar la recerca i la innovació havia d'accelerar els procés de desenvolupament tot i adaptar-la millor a les veritables necessitats.
IBM obté els drets d'utilitzar la solució en d'altres entorns i obté la propietat intel·lectual de les solucions desenvolupades per la plantilla en el procés de recerca de noves solucions. Henry Chesbrough constatà a més: «Però IBM encara obtenia quelcom més: l'oportunitat d'exposar el seu personal de recerca interna a problemes de primer nivell a la mateixa seu del seu client».